# Mako Yamashita
Mako Yamashita (山下真瑚?, Yamashita Mako; Nagoya, 31 dicembre 2002) è una pattinatrice artistica su ghiaccio giapponese.
Ha vinto la medaglia di bronzo ai Campionati mondiali juniores di pattinaggio di figura del 2018 e la medaglia dall'argento durante la tappa del Grand Prix Skate Canada International del 2018.

## Carriera

### Stagioni 2016-2017 e 2017-2018

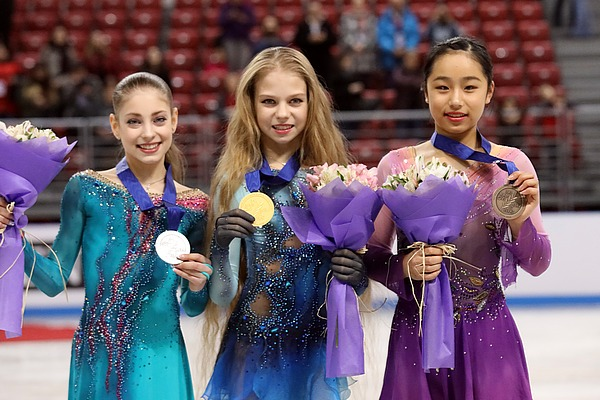
Yamashita sul podio dei Campionati mondiali juniores del 2018 insieme ad Aleksandra Trusova e Alena Kostornaia

Mako Yamashita ha esordito nel circuito Grand Prix ISU juniores di pattinaggio di figura nel 2016, vincendo la medaglia di bronzo nelle tappe in Estonia e in Giappone.
L'anno successivo si è nuovamente classificata al terzo posto nella tappa del Grand Prix juniores in Austria, mentre nella tappa che ha avuto luogo a Zagabria in Croazia ha conquistato la medaglia d'argento. 

Essendosi classificata al secondo posto nei campionati nazionali giapponesi di categoria juniores, alle spalle di Rika Kihira, è stata selezionata per prendere parte ai Campionati mondiali juniores di pattinaggio di figura che si sarebbero svolti a Sofia, in Bulgaria, a marzo 2018. Ai mondiali Yamashita ha terminato al terzo posto dopo il programma corto e ha confermato la posizione nel secondo segmento di gara, grazie ad un programma libero pattinato sulle note di Madama Butterfly che comprendeva sette salti tripli e alcune trottole di alto livello, riuscendo così a conquistare la medaglia di bronzo alle spalle delle russe Aleksandra Trusova e Alena Kostornaia.

### Stagione 2018-2019
Yamashita ha debuttato in categoria senior partecipando in agosto all'Asia Open Throphy, tappa del circuito Challenger, dove ha vinto la medaglia di bronzo. In seguito a settembre ha confermato la stessa posizione al Lombardia Trophy.
In ottobre ha partecipato alla tappa del Grand Prix Skate Canada International, dove ha vinto la medaglia d'argento dietro Elizaveta Tuktamyševa e davanti a Evgenija Medvedeva. In tale occasione ha anche stabilito il proprio primato personale con 66.30 punti nel programma corto, 136.76 punti nel programma libero e 203.06 punti complessivi. In seguito

### Stagione 2019-2020
Durante la stagione 2019-2020 ha partecipato all'Ondrej Nepela Trophy, arrivando sesta, e a Skate Canada International, terminando la gara in dodicesima posizione.

## Risultati
GP: Junior Grand Prix; CS: Challenger Series; JGP: Junior Grand Prix
| Gare internazionali            | Gare internazionali | Gare internazionali | Gare internazionali | Gare internazionali | Gare internazionali | Gare internazionali | Gare internazionali | Gare internazionali | Gare internazionali | Gare internazionali |
| Gara                           | 2015–16             | 2016–17             | 2017–18             | 2018–19             | 2019–20             | 2020-21             | 2021-22             | 2022-23             | 2023-24             | 2024-25             |
| ------------------------------ | ------------------- | ------------------- | ------------------- | ------------------- | ------------------- | ------------------- | ------------------- | ------------------- | ------------------- | ------------------- |
| GP Skate America               |                     |                     |                     |                     | 12º                 |                     |                     |                     |                     |                     |
| GP Skate Canada                |                     |                     |                     | 2º                  |                     |                     |                     |                     |                     |                     |
| GP Rostelecom                  |                     |                     |                     | 7º                  |                     |                     |                     |                     |                     |                     |
| GP NHK Trophy                  |                     |                     |                     |                     | 5°                  | 5°                  |                     |                     |                     |                     |
| CS Asian Open                  |                     |                     |                     | 3º                  |                     |                     |                     |                     |                     |                     |
| CS Lombardia Trophy            |                     |                     |                     | 3º                  |                     |                     |                     |                     |                     |                     |
| CS Ondrej Nepela Trophy        |                     |                     |                     |                     | 6º                  |                     |                     |                     |                     |                     |
| Asian Open                     |                     |                     |                     |                     |                     |                     |                     |                     |                     | 2º                  |
| Tallink Hotels Cup             |                     |                     |                     |                     |                     |                     |                     |                     | 3º                  |                     |
| Gare internazionali juniores   |                     |                     |                     |                     |                     |                     |                     |                     |                     |                     |
| Mondiali juniores              |                     |                     | 3º                  |                     |                     |                     |                     |                     |                     |                     |
| JGP Austria                    |                     |                     | 3º                  |                     |                     |                     |                     |                     |                     |                     |
| JGP Croatia                    |                     |                     | 2º                  |                     |                     |                     |                     |                     |                     |                     |
| JGP Estonia                    |                     | 3º                  |                     |                     |                     |                     |                     |                     |                     |                     |
| JGP Giappone                   |                     | 3º                  |                     |                     |                     |                     |                     |                     |                     |                     |
| Asian Open                     |                     |                     | 4º                  |                     |                     |                     |                     |                     |                     |                     |
| Nazionali                      |                     |                     |                     |                     |                     |                     |                     |                     |                     |                     |
| Campionati giapponesi          |                     |                     | 10º                 | 6º                  | 11°                 | 13°                 | 13°                 | 16°                 | 8°                  | 6º                  |
| Campionati giapponesi juniores | 9º                  | 16º                 | 2º                  |                     |                     |                     |                     |                     |                     |                     |